# Pseudofissurina
Pseudofissurina es un género de foraminífero bentónico de la Subfamilia Pseudofissurininae, de la Familia Ellipsolagenidae, de la Superfamilia Nodosarioidea, del Suborden Lagenina y del Orden Lagenida. Su especie-tipo es Pseudofissurina mccullochae. Su rango cronoestratigráfico abarca desde el Oligoceno hasta la Actualidad.

## Discusión
Clasificaciones previas incluían el género Pseudofissurina en la Subfamilia Parafissurininae y en la Superfamilia Nodosarioidea.

## Clasificación
Pseudofissurina incluye a las siguientes especies:
- Pseudofissurina acomposita
- Pseudofissurina acompositiformis
- Pseudofissurina biconiformis
- Pseudofissurina konara
- Pseudofissurina marginoradiata
- Pseudofissurina mccullochae
- Pseudofissurina metaconica
- Pseudofissurina plastica
- Pseudofissurina praecoronata
- Pseudofissurina procidua
- Pseudofissurina quaternaria
- Pseudofissurina unicostata

Otra especie considerada en Pseudofissurina es:
- Pseudofissurina pretiosa, aceptado como Fissurina pretiosa